# Regiões dos Estados Unidos

Regiões dos EUA

As Regiões dos Estados Unidos são divididas de várias formas, o que varia é a organização que aplica a divisão  no país.

## Regiões Interestaduais
Muitas regiões dos EUA são definidas por lei ou regulamentações do governo federal.

### Regiões Oficiais dos EUA

#### Áreas designadas pelo Censo (U.S. Census Bureau)

Divisão de acordo com o censo

Divisão regional usada pelo United States Census Bureau (Departamento de Comércio dos EUA):
- Região 1 (Nordeste)
  - Divisão 1 (Nova Inglaterra): Maine, New Hampshire, Vermont, Massachusetts, Rhode Island, Connecticut
  - Divisão 2 (Meio Atlântico): Nova Iorque, Pensilvânia, Nova Jersey
- Região 2 (Centro-Oeste) (Antes de Junho de 1984, a Região Centro-Oeste foi designada como Região Centro-Norte)
  - Divisão 3 (Leste Centro-Norte): Wisconsin, Michigan, Illinois, Indiana, Ohio
  - Divisão 4 (Oeste Centro-Norte): Missouri, Dakota do Sul, Dakota do Norte, Nebraska, Kansas, Minnesota, Iowa
- Região 3 (Sul):
  - Divisão 5 (Estados do Atlântico Sul): Delaware, Maryland, Distrito de Colúmbia, Virgínia, Virgínia Ocidental, Carolina do Norte, Carolina do Sul, Geórgia, Flórida
  - Divisão 6 (Estados do Leste Centro-Sul): Kentucky, Tennessee, Mississippi, Alabama
  - Divisão 7 (Estados do Oeste Centro-Sul): Oklahoma, Texas, Arkansas, Louisiana
- Região 4 (Oeste)
  - Divisão 8 (Mountain States): Idaho, Montana, Wyoming, Nevada, Utah, Colorado, Arizona, Novo México
  - Divisão 9 (Pacific States): Califórnia, Oregon, Washington, Alasca, Havaí

#### Regiões

Regiões Federais padrão

As dez Regiões Federais padrão foi estabelecida pela OMB (Office og Management and Budget/Escritório de Gestão e Orçamento) Circular A-105 "Standard Federal Regions" (Regiões Federais Padrão) em Abril de 1974 e requerida por todos os escritórios executivos. Nos últimos anos, algumas agências têm adaptado suas estruturas de campo para atender às necessidades do programa e facilitar a interação com os seus homólogos locais, estaduais e regionais. No entanto, a OMB deve ainda aprovar a eventuais desvios.
- Região I: Connecticut, Maine, Massachusetts, New Hampshire, Vermont e Rhode Island
- Região II: Nova Jersey, Nova Iorque,além dos territórios de Porto Rico e Ilhas Virgens Americanas
- Região III: Delaware, Distrito de Colúmbia, Maryland, Pensilvânia, Virgínia, Virgínia Ocidental
- Região IV: Alabama, Flórida, Geórgia, Kentucky, Mississippi, Carolina do Norte, Carolina do Sul e Tennessee
- Região V: Illinois, Indiana, Michigan, Minnesota, Ohio e Wisconsin
- Região VI: Arkansas, Louisiana, Novo México, Oklahoma eTexas
- Região VII: Iowa, Kansas, Missouri e Nebraska
- Região VIII: Colorado, Montana, Dakota do Norte, Dakota do Sul, Utah e Wyoming
- Região IX: Arizona, Califórnia, Havaí, Nevada e os territórios de Samoa Americana, Guam e Marianas do Norte
- Região X: Alasca, Washington, Oregon e Idaho

#### Regiões do Banco Central

Distritos do Banco Central

O Ato do Banco Central de 1913 dividiu o país em doze distritos possuindo cada um Banco Federal Central. Estas doze Regiões do Banco Central juntas formam a maior parte da Reserva Federal dos Estados Unidos, o sistema bancário americano.
- San Francisco
- Minneapolis
- Nova Iorque
- Boston
- Kansas City
- Cleveland
- Filadélfia
- Dallas
- Saint Louis
- Atlanta
- Richmond

#### Fusos Horários
- Fuso Havaíano-Aleutiano (Havaí)
- Fuso Horário do Alasca (Alasca)
- Fuso Horário do Pacífico
- Fuso Horário dos Mountain States
- Fuso Horário Central
- Fuso Horário Oriental

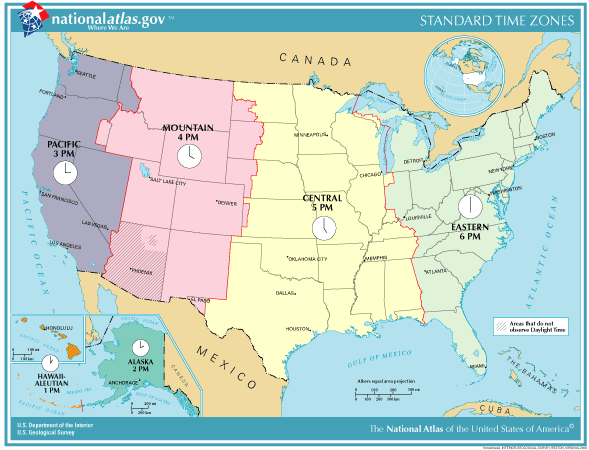
Fusos Horários dos EUA

- Fuso Horário do Atlântico (Porto Rico)

#### Tribunais de Recurso

- Primeiro Circuito
- Segundo Circuito
- Terceiro Circuito
- Quarto Circuito
- Quinto Circuito
- Sexto Circuito
- Sétimo Circuito
- Oitavo Circuito
- Nono Circuito
- Décimo Circuito
- Décimo e primeiro Circuito
- Circuito do Distrito de Colúmbia
- Circuito Federal

#### Regiões Não-Oficiais dos EUA
- Appalachia
- Ark-La-Tex
- Costa Leste dos Estados Unidos
- Bible Belt
- Região de Black Dirt
- Vale Blackstone
- Fronteiras estaduais:
  - Guerra Civil entre as fronteiras estaduais
  - Estados de Fronteira Internacional
- As Carolinas
- Noroeste Pacífico
- Estados Unidos Central
- Vale de Champlain
- Estados do Litoral
- Planalto do Colorado
- Estados Unidos Continentais
- Bacia de Colúmbia
- As Dakotas
- Deep South (Extremo Sul)
- Vale do Delaware
- Península de Delmarva
- Dixie
- Planalto Paleozoico
- Estados Unidos Ocidentais
- Four Corners
- Frontier Strip
- Great American Desert
- Grande Bacia
- Região dos Grandes Lagos
- Great North Woods
- Grandes Planícies
- Grande Vale Apalachiano
- Costa do Golfo do México
- High Plains
- Inland Empire
- Planícies Interiores
- Intermountain States
- Lago Tahoe
- Llano Estacado
- Mid-Atlantic
- Centro-Oeste
- Delta do Mississippi
- Rio Mississippi
- Deserto de Mojave
- Mountains States
- Nova Inglaterra
- Rio Ohio
- Ozarks
- Pacific States
- Palouse
- Piedmont
- Piney Woods
- Montanhas Rocky
- Shawnee Hills
- Vale do Shenandoah
- Siouxland
- Southern Rocky Mountains
- Sudeste
- Sudoeste
- Rio Susquehanna
- Vale do Tennessee
- Trans-Appalachia
- Trans-Mississippi
- Twin Tiers
- Upland South
- Upper Midwest
- Virgínias
- Waxhaws
- Costa Oeste dos Estados Unidos
- Região Oeste dos Estados Unidos

#### Os Cinturões (Belts)
- Bible Belt
- Black Belt
- Cotton Belt
- Grain Belt
- Rust Belt
- Snowbelt
- Sun Belt

#### Regiões Metropolitanas Interestaduais
- Augusta-Aiken
- Baltimore-Washington
- Grande Boston
- Área Metropolitana de Charlotte
- Região Metropolitana de Chicago
- Região Metropolitana de Chattanooga
- Cincinnati-Northern Kentucky
- Vale do Delaware
- Região Metropolitana de Evansville
- Fargo-Moorhead
- Região Metropolitana de Fort Smith
- Front Range Urban Corridor
- Grande Grand Forks
- Região Metropolitana de Kansas City
- Região Metropolitana de Louisville
- Região Metropolitana de Memphis
- Michiana
- Região Metropolitana de Minneapolis-Saint Paul
- Região Metropolitana de Nova Iorque
- Omaha-Council
- Região Metropolitana de Portland
- Quad Cities
- Grande Sacramento
- Região Metropolitana de Texarkana
- Ttri-Cities
- Twin Ports
- Virginia Beach-Norfolk-Newport News (Hampton Roads)
- Região Metropolitana de Washington
- Youngstown-Warren-Boardman

#### Megalópoles
- BosWash
- Megarregião Atlântica de Piedmont (PAM)
- Noroeste Pacífico
- Cascadia
- ChiPits
- SanSan

## Regiões Intraestaduais

### Alabama

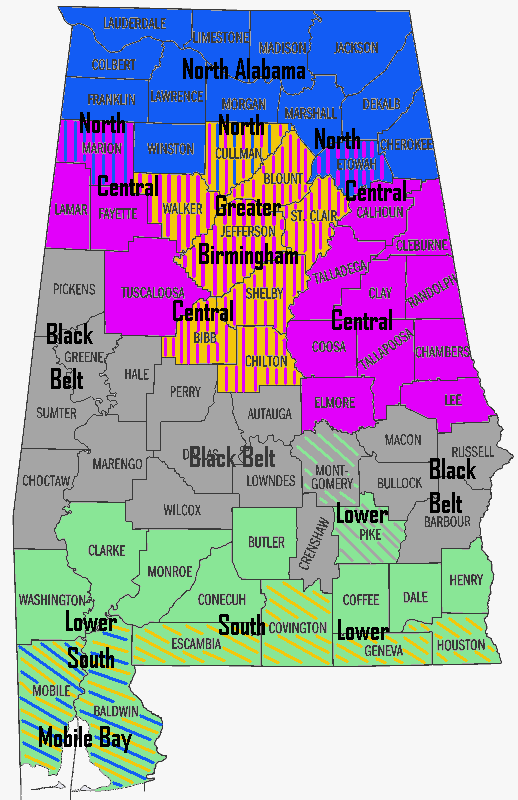
Regiões do Alabama

- Grande Birmingham
- Black Belt
- Alabama Central
- Costa do Golfo do Alabama
- Baixo Alabama
- Baía de Mobile
- Norte do Alabama
- Nordeste do Alabama
- Noroeste do Alabama
- Sul do Alabama

### Alasca

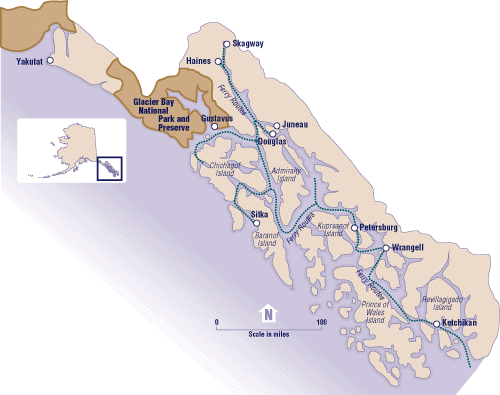
Alaska Panhandle

- Alasca Ártico
- The Bush
- Interior do Alasca
- Encosta Norte do Alasca
- Alaska Panhandle
- Ilhas Aleutas
- Península de Kenai
- Península de Seward
- Centro-Sul do Alasca
- Sudoeste do Alasca
- Vale Tanana
- Delta de Yukon-Kuskokwim
- Vale de Mat-Su

### Arizona

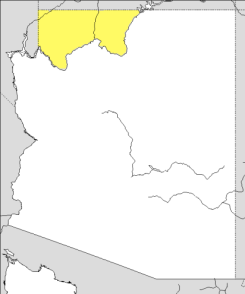
Arizona Strip

- Arizona Strip
- Grand Canyon
- Centro-Norte do Arizona
- Nordeste do Arizona
- Norte do Arizona
- Área metropolitana de Phoenix
- Sul do Arizona

### Arkansas
- Norte do Arkansas
- Crowley's Ridge
- O Delta
- Noroeste do Arkansas
- Centro de Arkansas
- The River Valley
- Sul do Arkansas

### Califórnia
- Norte da Califórnia
  - Califórnia Central
    - Costa Central (Norte)
      - Big Sur
      - Área de Monterey Bay
      - Vale do Salinas
      - Montanhas Santa Cruz

  - Vale Central (Norte)
    - Vale Sacramento
      - Chico Area
      - Grande Sacramento
      - Área Yuba-Sutter
        - Sutter Buttes

    - Delta do Rio Sacramento-San Joaquin
    - Vale de San Joaquin (Norte)
      - Área metropolitana de Fresno-Medena
      - Merced Area
      - Modesto Area
      - Stockton Area

  - Área da Baía de São Francisco
    - East Bay
      - Condado Oakland-Alameda
      - Tri-Valley Area
        - Amador Valley
        - Vale Livermore
        - Vale San Ramon

    - North Bay
      - Condado de Marin
      - Condado de Wine
        - Vale Napa
        - Vale do Rio Russo
        - Vale Sonoma

      - Vale Telecom

    - Península de San Francisco
      - São Francisco
      - Condado de San Mateo

    - South Bay
      - Vale Santa Clara
        - Condado de San Jose-Condado de Santa Clara
        - Vale do Silício

  - Sierra Nevada
    - Gold Country
    - Lago Tahoe
    - Yosemite

  - Upstate California
    - Costa Norte
      - Triaângulo Esmeralda
        - Lost Coast

      - Montanhas Klamath
      - Montanhas Medocino

    - Shasta Cascade
      - Monte Shasta
      - Área de Redding
      - Trinity Alps

    - Vale Surprise
      - Planalto Modoc
      - Montanhas Warner
- SanSan (Região Metropolitana)
- Sul da Califórnia
  - Costa Central (Sul)
    - Planície de Oxnard
    - Área de San Luis Obispo
    - Área de Santa Barbara

  - Vale Central (Sul)
    - Vale de San Joaquin (Sul)
      - Área de Bakersfield
      - Área de Visalia

  - Ilhas do Canal Californianas
  - Costa Sul
  - Grande Los Angeles
    - Bacia de Los Angeles
      - Gateway Cities
      - Los Angeles
        - East Los Angeles
        - Área de Harbor
        - South Los Angeles
        - Westside

      - Península de Palos Verdes

    - South Bay
      - Beach Cities

    - Vale Conejo
    - Vale San Gabriel
    - Vale Crescenta
      - Peninsular Ranges
        - Montanhas San Jacinto
        - Montanhas Santa Rosa

      - Vale Pormona

    - Puente Hills
    - Vale Santa Clarita
    - Montanhas San Gabriel
    - Vale San Fernando
    - Montanhas Santa Monica
      - Hollywood Hills

    - Condado de Orange
      - Santa Ana-Anaheim-Irvine
        - Santa Ana

      - South Coast Metro

    - Vale Santa Ana
    - Vale Saddleback
    - Montanhas Santa Ana

  - Região Desértica da Califórnia
    - Vale Eureka
    - Vale Ivanpah
      - Vale Antelope
      - Bacia Rainbow
      - Vale Salino

  - Inland Empire
    - Vale da Morte
    - Deserto de Mojave
      - Vale Victor
      - Bacia Morongo

    - Vale Coachella
    - Região do Vale do Oeste
      - Vale Cucamonga
      - Vale Chino

    - The Big Cities
      - Área de San Bernardino
      - Área de Riverside
      - Vale de San Bernardino
      - Vale San Jacinto

    - Mountain Areas
      - Montanhas San Bernardino
      - Montanhas Little San Bernardino

  - San Diego-Imperial
    - Área metropolitana de San Diego
      - North County
      - East County
      - Área da Baía de San Diego
      - South Bay (San Diego)
      - Condado de San Diego

    - Vale Imperial
    - Área metropolitana de El Centro
    - Deserto de Sonora
      - Deserto do Colorado
        - Salton Sink

  - Vale Owens

### Carolina do Norte
- Carolina do Norte Ocidental
  - Foothills
    - South Mountains
    - The Unifour

  - High Country (Boone Area)
  - Land of the Sky
    - Área metropolitana de Asheville
      - Montanhas Great Craggy

    - Montanhas Blue Ridge
      - Black Mountains
      - Montanhas Brushy
      - Montanhas Great Balsam
      - Montanhas Unaka
      - Montanhas Unicoi

    - Montanhas Great Smoky
      - Vale do Tennessee
- North Carolina Piedmont
  - Piedmont Crescent
    - Área metropolitana de Charlotte
      - Área do Lago Norman

    - Metropolitan Piedmont Triad
      - Montanhas Sauratown
      - Montanhas Uwharrie
      - Vale Yadkin

    - The Research Triangle
      - New Hope Valley
      - Triangle East
- Carolina do Norte Ocidental

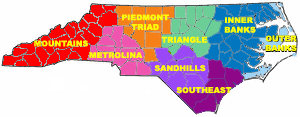
Regiões da Carolina do Norte

  - Área metropolitana de Fayetteville
  - Inner Banks
    - Albemarle
    - Crystal Coast
      - Bogue Banks

    - Down East
    - Global TransPark Economic Development Area
    - Tidewater

  - Lower Cape Ville (Wilmington Area)
  - Outer Banks
  - Sandhills

### Carolina do Sul

#### Grandes Regiões
- The Upstate
- Midlands
- The Lowcountry

#### Regiões de Viagens/Turismo
- Grand Strand
- The Lowcountry & Resort Islands
- Lake Murray Country
- Old 96 District
- Olde English District
- Pee Dee
- Santee Cooper Country

#### Regiões Geográficas
- Montanhas Blue Ridge
- The Piedmont
- The Sandhills
- Costa da Carolina do Sul
- Sea Islands

#### Outras Regiões
- Rock Hill (Carolina do Sul)
- Área metropolitana de Charleston
- Área metropolitana de Colúmbia

### Colorado
- Colorado Central
- Planícies do Leste de Colorado
- Colorado Front Range
- Cinturão Mineral do Colorado
- Vertente Oeste do Colorado

Front Range Urban Corridor entre o Colorado e Wyoming

- Área Metropolitana de Denver-Aurora
- High Rockies
- Noroeste do Colorado
- Vale San Luis
- Centro-Sul do Colorado
- Sudoeste do Colorado

### Connecticut
- Litoral de Connecticut
- Connecticut Panhandle

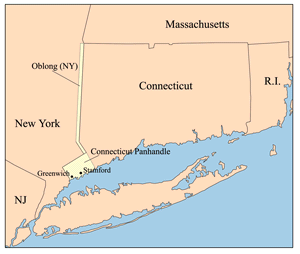
Connecticut Panhandle e "The Oblong"

- Área Metropolitana de Nova York/Gold Coast (Connecticut)
- Lichtfield Hills
- Vale do Rio Naugatuck
- Grande Bridgeport
- Grande New Haven
- Grande Hartford
- Vale do Rio Baixo Connecticut
- Quite Corner
- Sudeste de Connecticut
- Sudoeste de Connecticut

### Dakota do Norte
- Badlands
- Missouri Escarpment
- Missouri River Corridor
- Vale do Rio Vermelho

### Dakota do Sul
- Badlands
- Black Hills
- Coteau des Prairies

### Delaware
- Litoral de Delaware
- Vale Delaware
- Cape Region

### Flórida
- Big Bend
- Flórida Central
  - Grande Orlando
- Everglades
- First Coast
- Florida Heartland
- Florida Keys
- Florida Panhandle
  - Emerald Coast (Flórida)
- Fun Coast
- Nature Coast
- Centro-Norte da Flórida

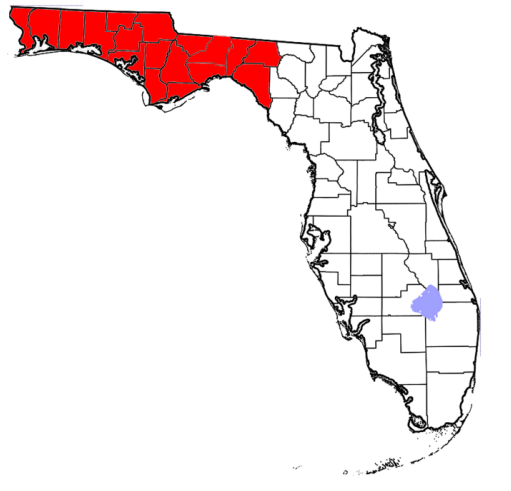
Florida Panhandle

- Área Metropolitana do Sul da Flórida
  - Gold Coast (Flórida)
- Sudoeste da Flórida
- Space Coast
- Suncoast
- Tampa Bay Area
- Treasure Coast

### Geórgia
- Área do Rio Central Savannah
- Colonial Coast
- Montanhas do Norte da Geórgia
- Ilhas Douradas
- Sul Histórico
- Inland Empire
- Área metropolitana de Atlanta
- Southern Rivers

Regiões Fisiográficas da Geórgia
- Planalto Apalachiano
- Ridge and Valley
- Montanhas Blue Ridge
- Planalto de Piedmont
- Planície Costeira

### Havaí
- Havaí/Ilha Havaí
  - Costa de Hamakua
  - Distrito de Puna
- Kahoolawe
- Kauai
- Lanai
- Maui
- Molokai
- Niihau
- Ilhas do Norte
- Oahu
- Tahua

### Idaho

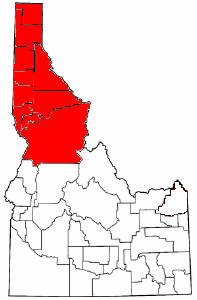
Idaho Panhandle

- Panhandle do Idaho
- Vale Mágico
- Treasure Valley (Idaho)
- Sul de Idaho
- Idaho Central
- Norte de Idaho
- Idaho Oriental

### Illinois
- Área metropolitana de Chicago
- Área metropolitana de Champaign-Urbana
- Illinois Central
- Sul de Illinois
- Shawnee Hills
- Fox Valley
- Metro-East
- American Bottom
- The Tract
- Noroeste de Illinois
- Rio Bend (Illinois)
- Metro Lakeland

### Indiana
- Centro-Leste de Indiana
- Área metropolitana de Indianapolis
- Michiana
- Norte de Indiana
- Noroeste de Indiana
- Sul de Indiana
- Sudoeste de Indiana
- Vale Wabash

### Iowa
- Iowa Central
- Área metropolitana de Des Moines
- Iowa Great Lakes
- Loess Hills
- Quad Cities
- Centro-Leste de Iowa
- Iowa Oriental
- Great River Road
- Iowa Ocidental

### Kansas
- Centro-Leste do Kansas
- Área metropolitana de Kansas City
- Centro-Sul do Kansas
- Sudeste do Kansas
- Kansas Ocidental

### Kentucky

Regiões do Kentucky

- The Bluegrass
- Kentucky Central
- Planalto de Cumberland
- Eastern Mountain Coal Fields
- Kentucky Bend
- The Knobs
- Norte de Kentucky
- Planalto Pennyroyal
- The Purchase
- Western Coal Fields

### Louisiana
- Acadiana
  - Cajun Heartland
  - River Parishes
- Luisiana Central
- Florida Parishes

Regiões da Louisiana

- Louisiana Francesa (Acadiana + Grande Nova Orleans)
- Grande Nova Órleans
- Norte de Louisiana

### Maine
- Down East
- High Peaks
- Maine Highlands
- Maine Lake Country
- Mid Coast
- Penobscot Bay
- Costa Sul de Maine
- Montanhas Ocidentais de Maine

### Maryland

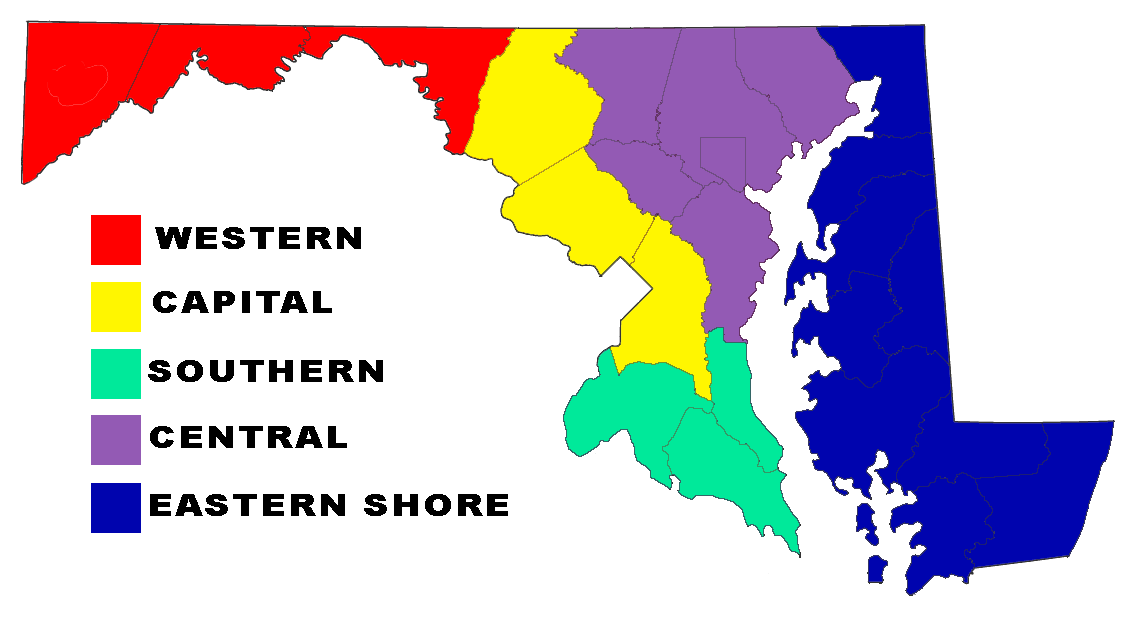
Regiões Geográficas de Maryland

- Área metropolitana de Baltimore-Washington
- Baía de Chesapeak
- Margem Oriental de Maryland
- Sul de Maryland
- Maryland Ocidental
- Região da Capital Nacional

### Massachusetts
- The Berkshires
- Cape Ann
- Cape Cod
- Massachusetts Central
- Grande Boston
- Lista de Ilhas de Massachusetts
- Vale Merrimack
- MetroWest
- Margem Norte
- Pioneer Valley
- Costa Sul
- Margem Sul
- Massachusetts Ocidental
- Sudeste de Massachusetts

### Michigan
- Península Inferior
  - Sudeste de Michigan/Metro Detroit
  - Norte de Michigan
  - Michigan Central
    - Sul de Michigan

  - Oeste de Michigan (inclui Michiana)
  - Flint/Tri-Cities
    - The Thumb
    - Grande Tre Cities
- Península Superior
  - Copper Country
  - Península de Keweenaw

### Minnesota
- Região de Arrowhead
- Boundary Waters
- Buffalo Ridge
- Minnesota Central
- Região de Coulee
- Iron Range
- Vale do Rio Minnesota
- Margem Norte
- Northwest Angle
- Região de Pipestone
- Vale do Rio Vermelho
- Sudeste de Minnesota
- Twin Cities

### Mississippi
- Golden Triangle
- Planície do Mississippi
- Delta do Mississippi
- Costa do Mississippi
- Natchez District
- Pine Belt
- Vale do Tennessee

### Missouri

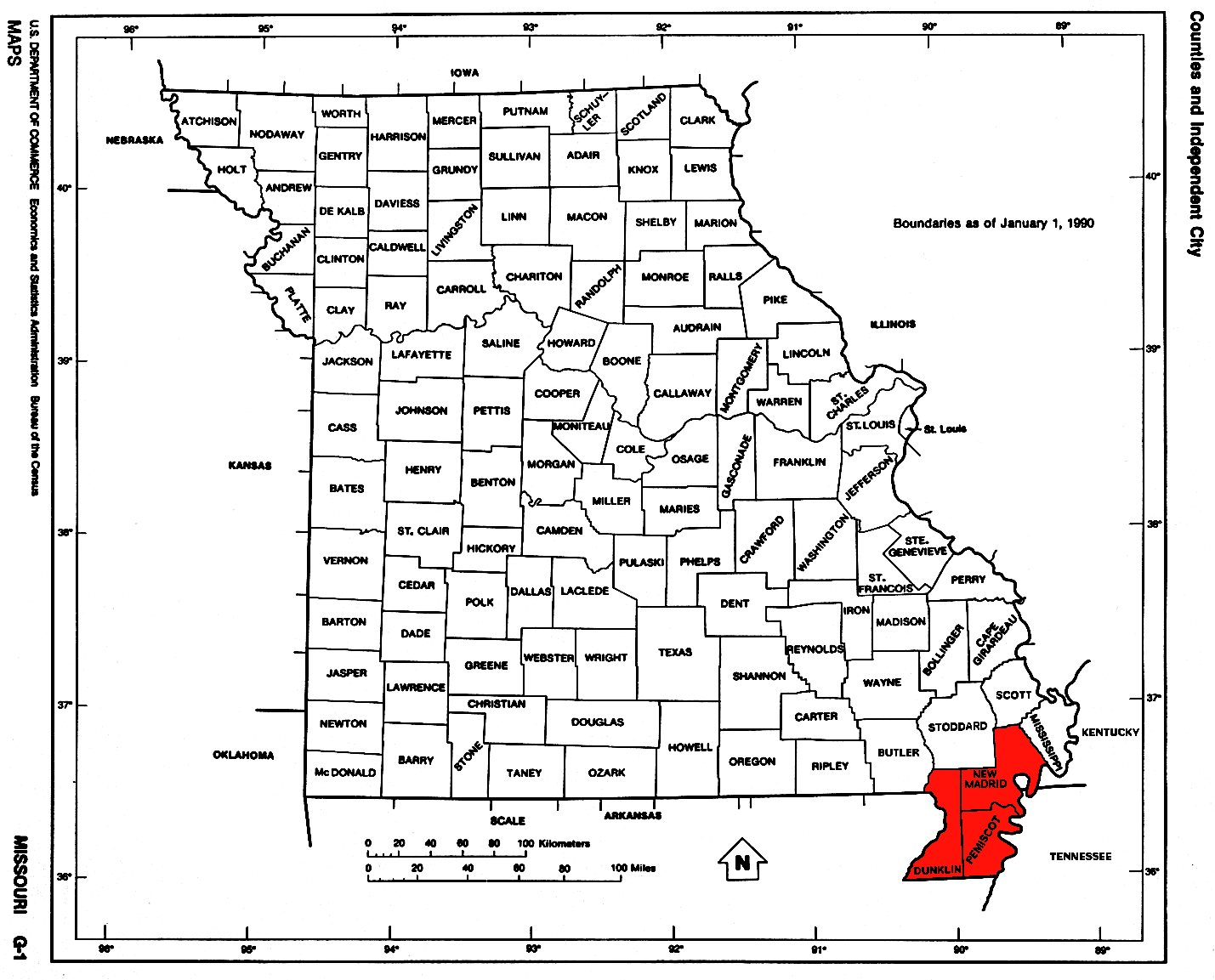
Bootheel

- Lead Belt
- Little Dixie
- Bootheel
- Natchez Trace
- Dissected Till Plains
- The Ozarks

### Montana
- BigSky Country
- Montana Oriental
- The Flathead
- Parque Nacional Glacier
- Centro-Sul de Montana
- Sudoeste de Montana
- Montana Ocidental
- Glacier Country

### Nebraska

Nebraska Panhandle

- Nebraska Panhandle
- Noroeste de Nebraska
- Pine Ridge
- Rainwater Basin
- Sand Hills
- Sudeste de Nebraska
- Wildcat Hills

### Nevada
- Deserto de Black Rock
- Lago Tahoe
- Vale de Las Vegas
- Deserto de Mojave
- Vale Pahranagat
- Sierra Nevada

### Nova Hampshire
- Vale do Rio Connecticut
- Dartmouth-Lake Sunapee Region
- Great North Woods Region
- Região dos Lagos
- Vale Merrimack
  - Golden Triangle
- Região de Monadnock
- Região de Seacoast
- White Mountains

### Nova Jersey
- Jersey do Norte
  - Skylands
    - Vale Amwell
    - Black Dirt Region
    - Great Valley
      - Sussex County Snow Belt

    - Planalto de Hunterdon
    - Ridge-and-Valley Appalachians
    - Terras Altas
    - Somerset Hills
    - The Sourlands

  - Gateway
    - Chemical Coast
    - Gold Coast
      - North Hudson

    - Meadowlands
    - Vale Pascack
    - Raritan Bayshore
    - West Hudson
- Jersey do Sul
  - Shore Region
    - Northern Highlands
      - Spring Lake

    - Pine Barrens
    - Bayshore

  - Vale de Delaware
    - Pine Barrens
    - The Sourlands

  - Margem Sul
    - Cape May
    - The Glades
    - Tri Cities (Bridgeton, Milville e Vineland)
    - Tri-County Farm Belt

  - Greater Atlantic City Region
    - Pine Barrens

### Novo México
- Novo México Central
- New Mexico Bootheel
- Novo México Oriental
- Norte do Novo México

### Nova York
- Downstate New York
  - Área metropolitana de Nova York
    - The Five Boroughs (Nova York)

  - Long Island
    - Condado de Nassau
    - Condado de Suffolk
    - The Hamptons
    - Margem Norte
    - Margem Sul
- Upstate New York
  - Nova York Ocidental
    - Holland Purchase
    - Burned-over district

  - Finger Lakes
  - Leatherstocking Country
  - Nova York Central
    - Central New York Military Tract
    - Phelps and Gorham Purchase

  - Vale Mohawk
  - Southern Tier
  - Distrito da Capital
  - North Country
    - Montanhas Adirondack

  - Montanhas Catskill
    - Borscht Belt

  - Vale do Hudson
    - Shawangunk Ridge

Regiões do Estado de Nova York

    - Black Dirt Region (dividido Nova Jersey)

### Ohio
- Connecticut Western Reserv

Fronteiras de Great Black Swamp, entre Ohio e Indiana

- Great Black Swamp (dividido com Indiana)
- Área metropolitana de Cincinnati-Kentucky do Norte
- Grande Cleveland
- Ilhas do Lago Erie
- Miami Valley
- Ohio Central
- Noroeste de Ohio
- Appalachian Ohio

### Oklahoma

Oklahoma Panhandle

- Centro-Sul de Oklahoma
- Oklahoma Central
- Cherokee Outlet
- Green Country
- Little Dixie
- Noroeste de Oklahoma
- Kiamichi Country
- Sudoeste de Oklahoma
- Frontier Country
- Oklahoma Panhandle

### Oregon

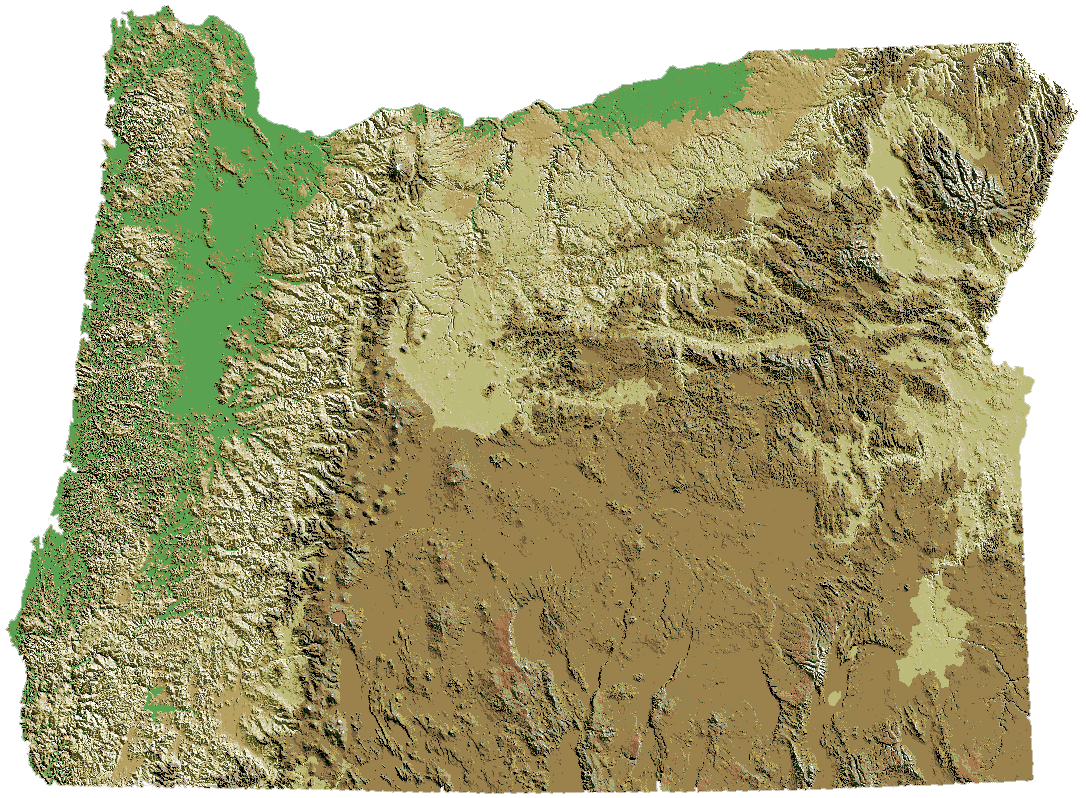
Mapa Topográfico de Oregon

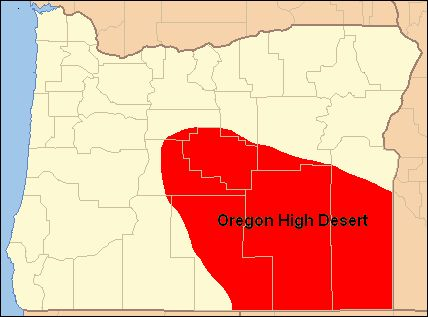
High Desert em vermelho

- Cordilheira das Cascatas
- Oregon Central
- Desfiladeiro do Rio Colúmbia
- Planalto de Colúmbia
- Rio Colúmbia
- Oregon Oriental
- Vale do Lago Goose
- Bacia Harney
- High Desert
- Inland Empire
- Mount Hood Corridor
- Costa de Oregon
- Palouse
- Área metropolitana de Portland
- Vale Rogue
- Sul de Oregon
- Treasure Valley
- Vale Tualatin
- Vale Warner
- Oregon Ocidental
- Vale Willamette

### Pensilvânia
- Floresta Nacional de Allegheny
- Coal Region
- Vale Cumberland
- Vale Delaware
- Dutch Country
- Endless Mountains
- Happy Valley
- Pennsylvania Highlands Region
- Laurel Highlands
- Vale Lehigh
- Main Line
- Northern Tier
- Nordeste da Pensilvânia
- Região Noroeste da Pensilvânia
- Área metropolitana de Pittsburgh
- The Poconos
- Centro-Sul da Pensilvânia
- Vale Susquehanna
- Vale Wyoming
- Pensilvânia Ocidental

### Rhode Island
- Block Island
- Vale Blackstone
- East Bay
- West Bay
- South Country

### Tennessee

#### Grandes Divisões
- Leste do Tennessee
- Middle Tennessee
- Sul do Tennessee

#### Divisões Geográficas
- Highland Rim
- Bacia de Nashville
- Vale do Tennessee

### Texas

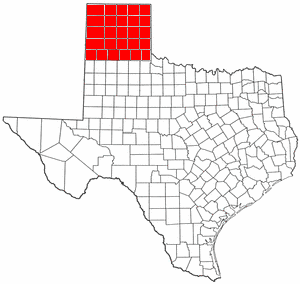
Texas Panhandle

- Vale Brazos
- Texas Central
  - Texas blackland prairies
  - The Hill Country
- Costa do Golfo
  - Galveston Bay
  - Grande Houston
- Leste do Texas
  - Piney Woods
- Norte do Texas
  - Fort Worth Metroplex
  - Texoma
  - Rolling Hills
- Nordeste do Texas
- Piney Woods
- Sul do Texas
  - Mission Country
  - Vale do Rio Grande
- Sudeste do Texas
  - Golden Triangle
  - Grande Houston
- Texas Triangle
- Oeste do Texas
  - Planalto Edwards
  - Llano Estacado
  - Bacia Permian
  - South Plain
  - Texas Panhandle
  - Trans-Pecos
  - Great Plains

### Utah
- Vale Cache
- San Rafael Swell
- Planalto do Colorado
- Dixie
- Deserto do Grande Lago Salgado
- Deserto de Mojave
- Sudeste de Utah
- Sudoeste de Utah
- Montanhas Uinta
- Wasatch Front
- Wasatch Back
- Wasatch Range

### Vermont
- Northeast Kingdom
- Vale Champlain
- Mount Mansfield
- Gree Mountains

### Virgínia
- Tri Cities (Virgínia)
- Margem Ocidental (Virgínia)
- Hampton Roads
- Historic Triangle
- Middle Peninsula
- New River Valley
- Northern Neck
- Norte da Virgínia (conhecida como NoVa)
- Richmond-Petersburg
- Vale Shenandoah
- South Hampton Roads
- Southside Virginia
- Sudoeste da Virgínia
- Tidewater
- Península da Virgínia

### Virgínia Ocidental
- Eastern Panhandle
  - Potomac Highlands

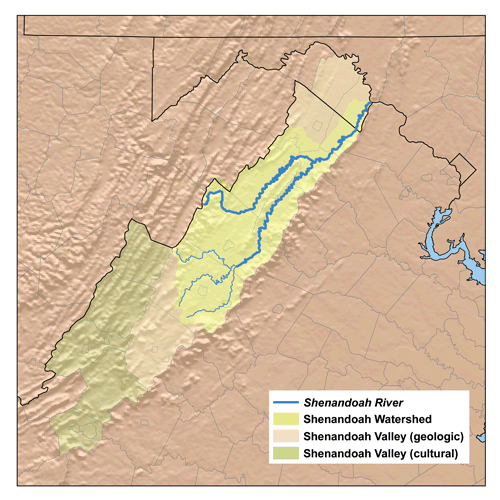
Vale Shenandoah

- Centro-Norte da Virgínia Ocidental
- Northern Panhandle
- Sul da Virgínia Ocidental

### Washington
- Washington Central
- Planalto de Colúmbia
- Washington Oriental
- Península de Kitsap
- Península de Long Beach
- Condado Okanogan
- Olympic Peninsula
- Puget Sound
- Ilhas San Juan
- Vale Skagit
- Tri Cities
- Vale Walla Walla
- Washington Ocidental
- Vale Yakima

### Wisconsin
- Central Plain
- Península de Door
- Eastern Ridges and Lowlands
- Baixas terras do Lago Superior
- Northern Highland
- Western Upland

### Wyoming
- Grand Teton
- Powder River Country
- Parque Nacional de Yellowstone